# Mjällby
Mjällby est une localité suédoise située dans la commune de Sölvesborg dans la province de Blekinge.
En 2010, sa population était de 1 254 habitants.

## Personnalité liée
- Lars Hörmander (1931-2012), mathématicien suédois